# Daik
Daik is een bestuurslaag in het regentschap Lingga van de provincie Riau-archipel, Indonesië. Daik telt 4206 inwoners (volkstelling 2010).